# Skärmtry
Skärmtry (Lonicera involucrata) är en växtart i familjen kaprifolväxter.